# Adolf Šimperský
Adolf Šimperský, né le 15 octobre 1909 à Břevnov (un quartier de Prague) en Autriche-Hongrie (aujourd'hui en République tchèque) et mort le 15 février 1964 en Tchécoslovaquie, était un footballeur tchécoslovaque, qui jouait au poste de milieu de terrain.

## Biographie
En club, il a joué durant sa carrière tout d'abord au Slavia Prague avant d'aller ensuite au Baník Ostrava.
Il joue dix matchs avec l'équipe de Tchécoslovaquie et participe à la coupe du monde 1934 en Italie où son pays parvient jusqu'en finale contre les Italiens.

## Palmarès
Tchécoslovaquie
- Coupe du monde : 
  - Finaliste en 1934